# سلافكو ماتيتش
سلافكو ماتيتش هو مدرب كرة قدم ولاعب كرة قدم صربي في مركز الوسط، ولد في 2 يوليو 1976 في Obrenovac ‏ في صربيا. شارك مع منتخب صربيا تحت 21 سنة لكرة القدم. أما مع النوادي، فقد لعب مع بي أيه إس كيه بيوغراد وسبارتاك موسكو وسسكا صوفيا وسلافيا صوفيا ونادي أو إف كيه بيوغراد ونادي بكاه كيلان ونادي تشوكاريتشكي.